# ヤヴォジツェ山

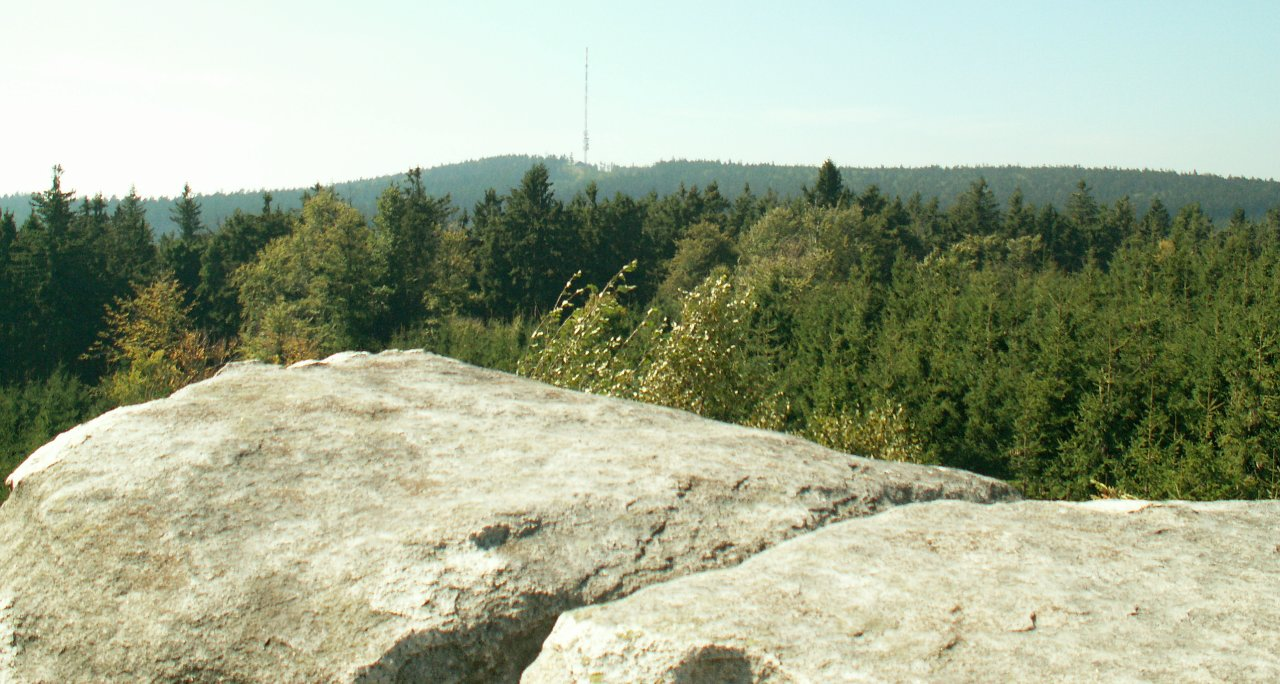
ミーホヴァ岩から見たヤヴォジツェ山

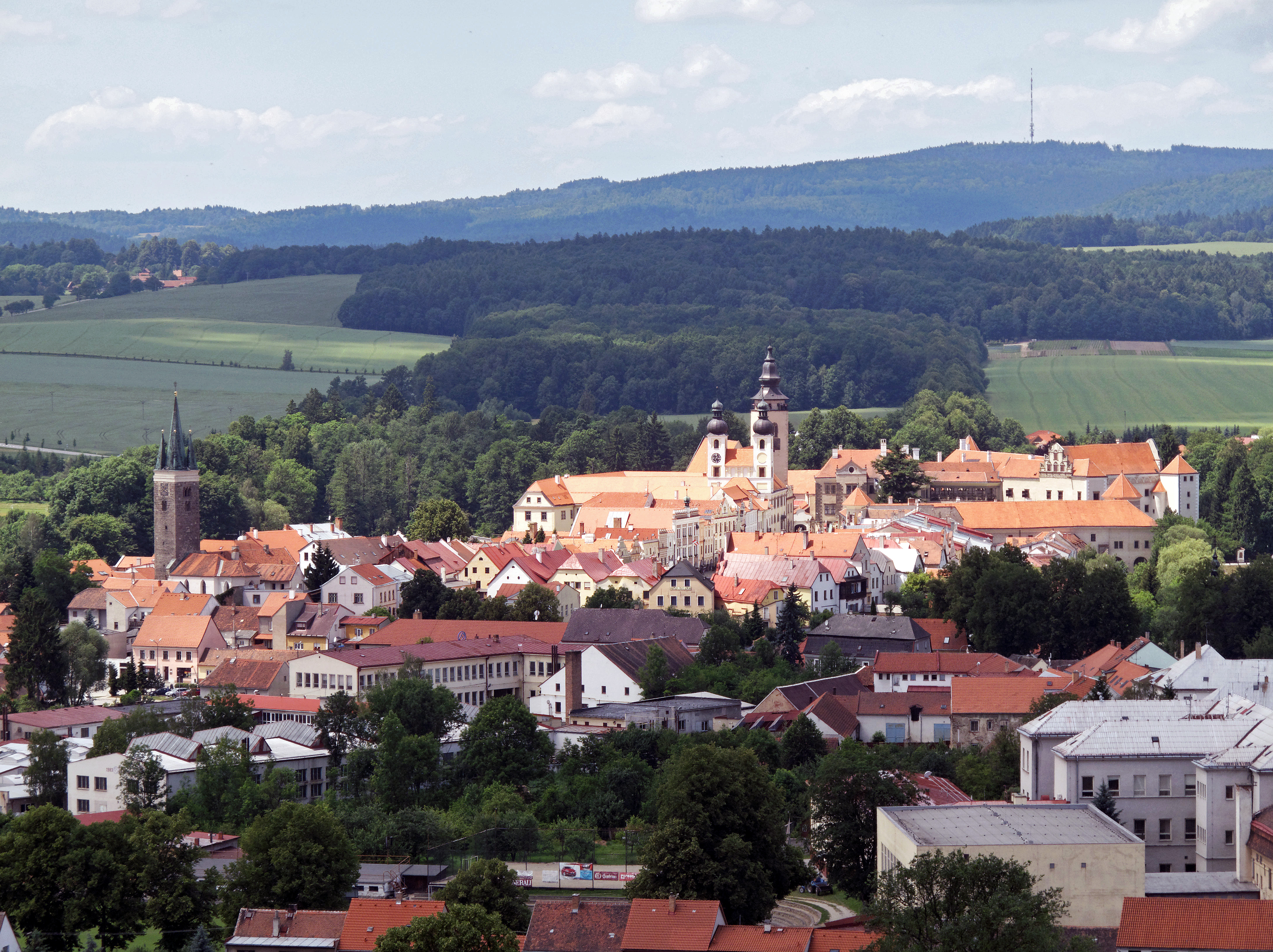
テルチから見たヤヴォジツェ山(右)

ヤヴォジツェ山から見たテルチ

ヤヴォジツェ山（標高837m）(Javořice)は、ボヘミア＝モラヴィア高地の最高峰。テルチ市から西北の方にある、9キロほど離れた山。
山頂は、広々とした針葉樹林の中に隠れていて、高さ166mのテレビ送信塔がそびえている。
ヤヴォジツェ山の南の斜面は、東南から西南への景色の眺めを楽しめる。その他に、風景の眺めがよいところとしては、石山の二塔からなる、近くの「ミーホヴァ岩」(Míchova skála)が挙げられる。

## アクセス
登山口は二つあって、歩いて行くか、自転車でしかアクセスできない。その一つは、東の方に、3キロ離れたジャースナー(Řásná)村で、もう一つは、南にあるスヴェトラー(Světlá)村からも登れる。距離は、たった1,5 km。ジャースナーには、池付きのオート・キャンプがある。最寄の駅は、イフラヴァ市(Jihlava)とヴェセリー市(Veselí nad Lužnicí)の間の路線にあるイフラーヴカ(Jihlávka)駅で、距離は6キロある。

## 近くの見所
山頂の北の斜面の、おおよそ500m離れたところには、避難所があって、そこに「救い主の井戸」(Studánka Páně)という泉がある。また、東北の方へ進むと、上記の「ミーホヴァ岩」に着く。ヤヴォジツェ山から東北の方7キロや、テルチ市から北のほうへ7キロ行くと、観光地になっているロシュテイン城(Roštejn)というロマンチックな城に着く。それらの見所は、サイクリング専用道路網がよく整備されているので、特に自転車で簡単にアクセスできる。

## フォトギャラリー

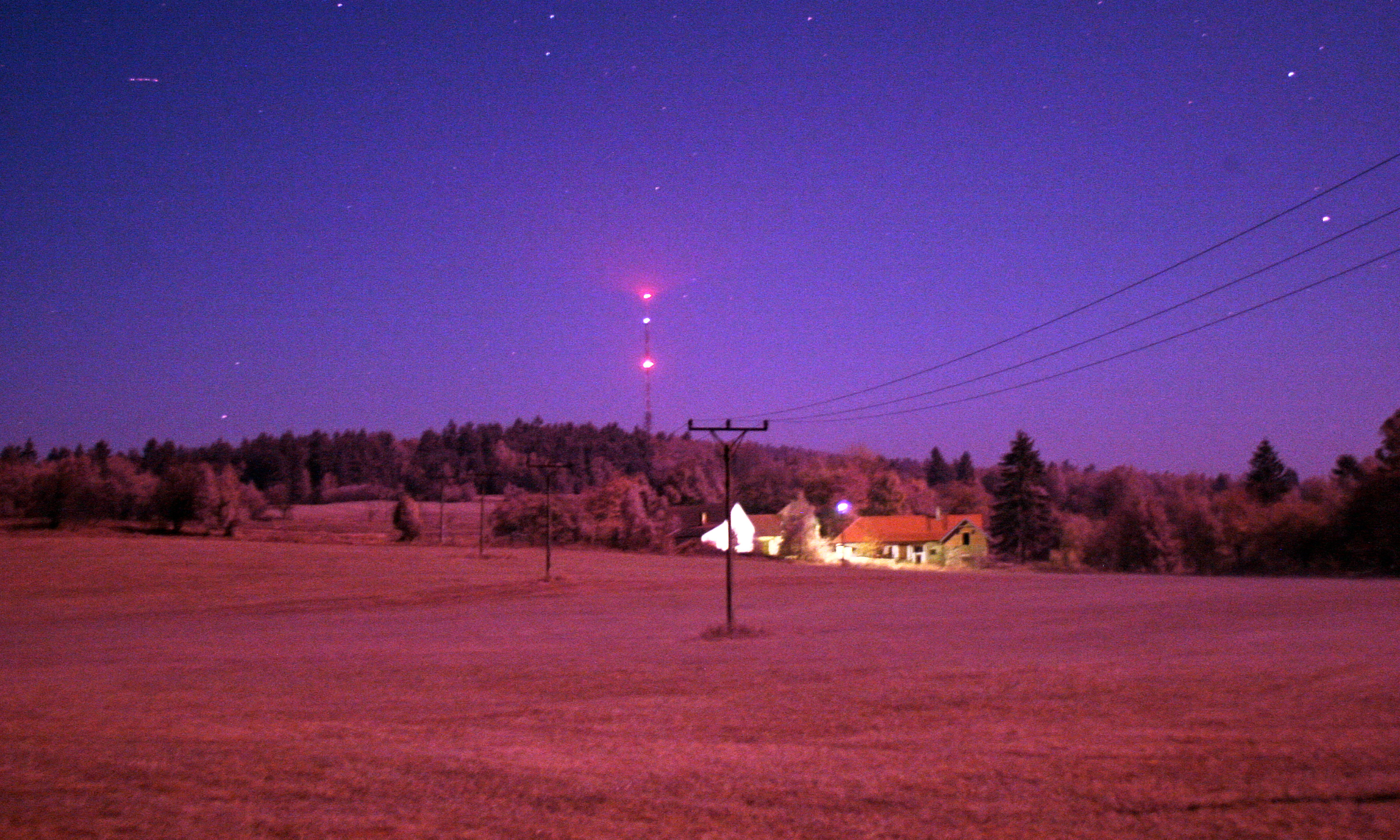
テレビ塔
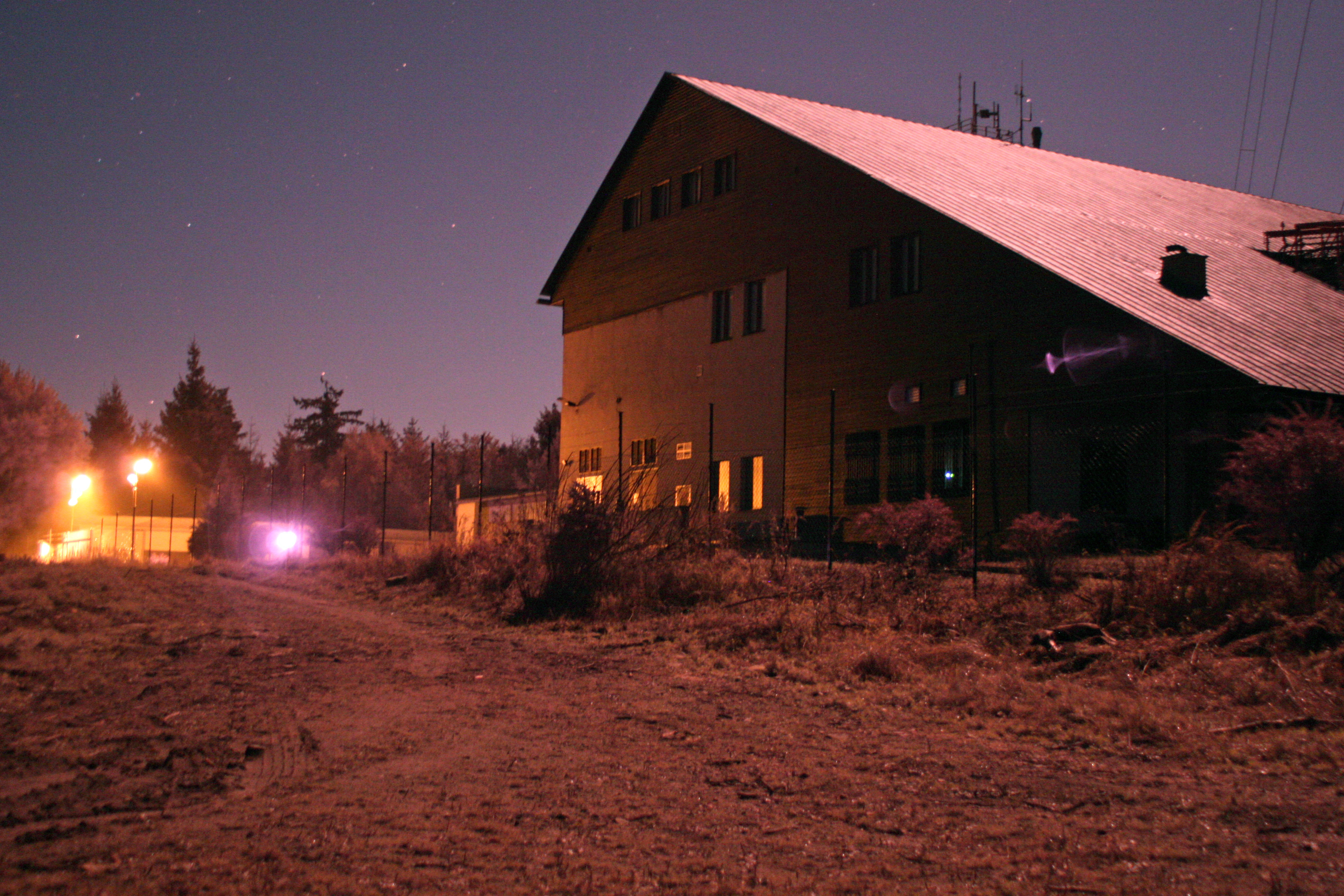
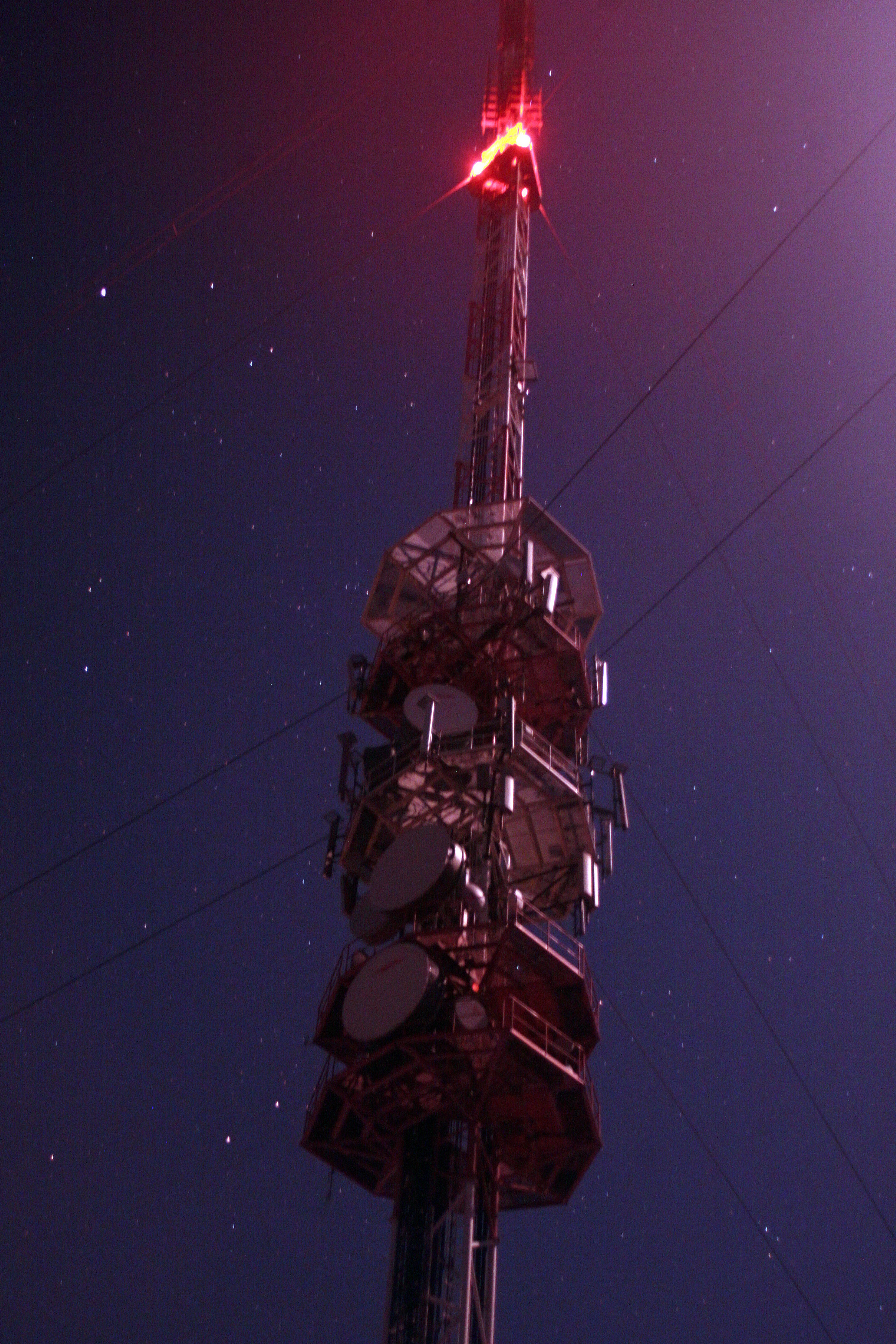
テレビ塔

## マップ+ GPS
On-line map (Czech)

GPS: 49.2210 15.3396